# Rola-de-crista
Pombo-de-crista, pombo-de-poupa ou rola-de-crista (Ocyphaps lophotes) é uma ave de porte pequeno, da família das Columbidae, que habita a maior parte do continente australiano (excepto as áreas tropicais do norte). A Rola-de-Crista é uma das duas únicas espécies de rolas, em toda a Austrália, que apresenta na cabeça aquela peculiar característica anatómica; a outra é a Rola de Spinifex, que se distingue da primeira pelo seu tamanho consideravelmente inferior.